# День визволення (Нідерланди)
День визволення (нід. Bevrijdingsdag) — щорічне державне свято Нідерландів, день визволення країни 5 травня 1945 року від нацистських окупантів.
Нідерланди було визволено завдяки зусиллям Першої армії Канади, а також британських, голландських, польських, чехословацьких, американських, бельгійських військових з'єднань. 5 травня командуючий канадськими військами генерал Чарльз Фоулкс домовився про капітуляцію з командующим Вермахту Йоганесом Бласковіцем. Наступного дня документ було підписано.
Раніше день визволення святкували раз на 5 років, а з 1990-го року став щорічним. Дню визволення передує день пам'яті полеглих 4 травня.